# Пишнамаззаде, Мухаммед
Ахунд Мухаммед Али оглы Пишнамаззаде (азерб. Axund Məhəmməd Əli oğlu Pişnamazzadə, перс. محمد پیش‌نماززاده) — ахунд, 7-й шейх аль-ислам Кавказа (и. о. 1910—1915; 1915—1918).

## Биография

### Ранние годы
Родился 5 мая 1853 года в Гяндже в семье духовного лица. Первое образование он получил в Гянджинском медресе, а затем был направлен в Тебриз для получения высшего духовного образования. В 1883 году он закончил учёбу в Тебризе и признан ахундом, приехал в Тбилиси и получил аттестат.  В 1890 году он был обвинен в государственной измене и сослан в Туркестан вместе с 37 людьми, но в 1892 году был помилован, вернулся и был назначен ахундом при Гянджинской Джума-мечети, где за короткий срок завоевал уважение как образованный и способный священнослужитель. В 1893 году он был избран членом Тбилисского губернского духовного собрания. В 1895 году он был назначен председателем Гянджинского губернского духовного собрания

### Деятельность
В 1896 году он организовал «Мактабул-Хайрия» (благотворительную школу), которая действовала в форме национальной школы до 1900 года, затем стала русско-мусульманской. Причиной ухода школы из национальной школьной формы стал арест и изгнание Ахунда Моллы Мухаммада Пишнамаззаде. Он был сторонником школ нового типа — «усули-джадид» . В 1909 году он официально получил разрешение открывать школы такого типа в  Гяндже и её окрестностях (Чобанабдаллы, Борсунлу, Ашаги Айыбли, Морул, Карабаглар, Газах, Саритепе, Ахмедбейли, Говларсары).

### Ссылка

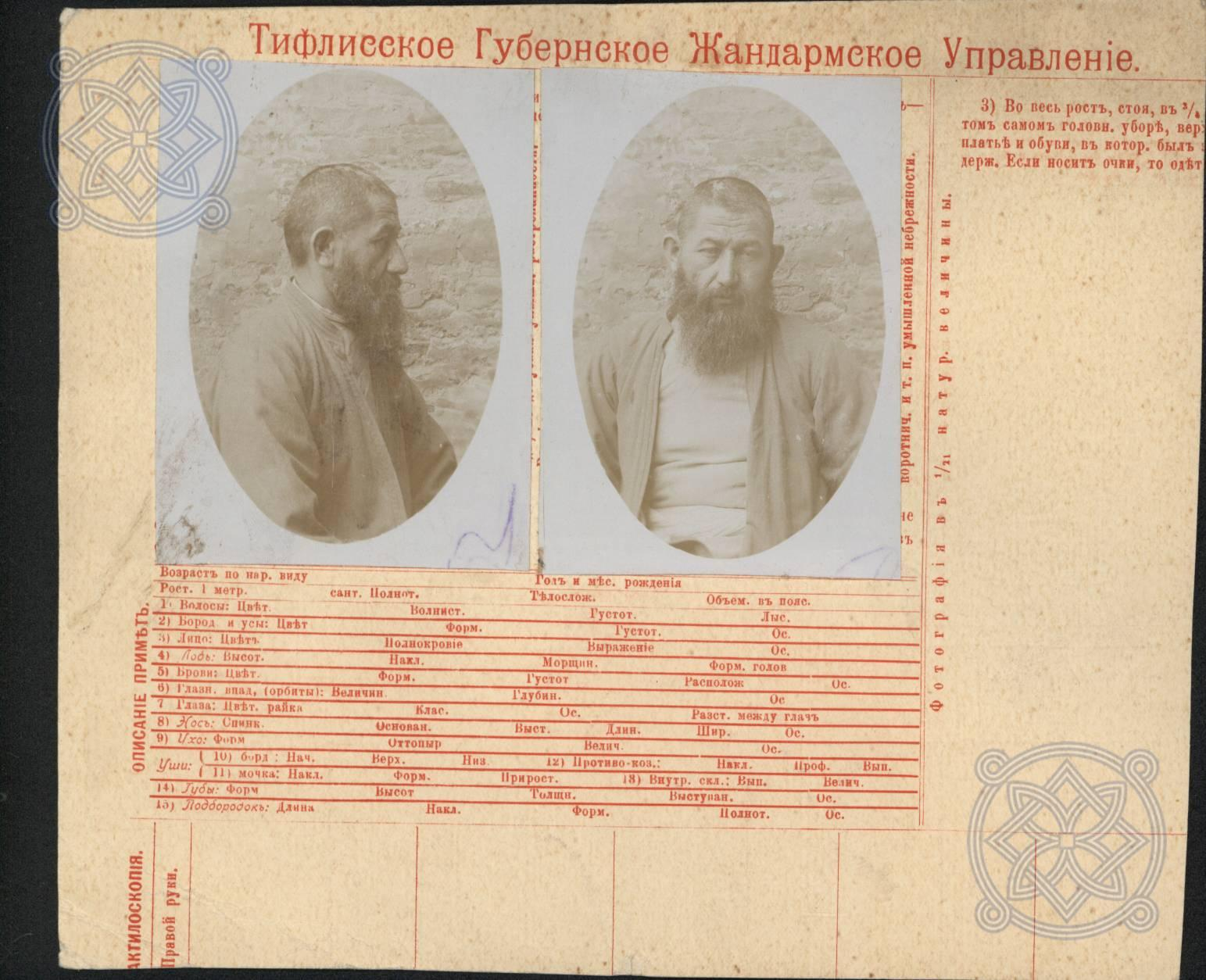
Жандармская карточка на Молла Мухаммеда Пишнамаз-заде

В декабре 1890 года в доме, где жил сын ахунда Мухаммеда, полиция провела обыск, и он был обвинён в поддержании связей с правительствами Турции и Ирана. В 1906 году в доме Мухаммада Пишнамаззаде снова прошли обыски. В его комнате нашли документы, принадлежащие организации «Дифаи». Ахунда вторично арестовали и сослали в Казань. Во время ссылки он публиковал статьи в таких газетах, как «Хамият», «Гюнеш», «Бурхани-таракки», издававшихся в Астрахани, и вёл разговоры о важности получения образования мусульманкам.
В 1909 году, когда ссылка Ахунда закончилась, он переехал в Тбилиси и 20 июля того же года был избран председателем Управления мусульман Кавказа.

### После ссылки
В ноябре 1914 года царь Николай II побывал в Тбилисе, посетив шиитские и суннитские мечети, где соответственно встретился с шейх аль-исламом Мухаммед Пишнамаззаде и муфтием Мирза Гусейном Гаибзаде, выслушал их выступления.

### Шейх аль-ислам
14 января 1915 года, по представлению МВД, Мухаммад Пишнамаззаде, председатель Закавказского шиитского духовного управления, в течение 6 лет прослуживший шейх аль-исламом во время Февральской революции 1917 года состоял в Гянджинском мусульманском комитете.
Поскольку муфтий Гусейн Эфенди Гаибзаде умер в 1917 году, это совпало с распадом царской России, и на его место не был назначен новый муфтий. Мустафа Эфендизаде исполнял обязанности муфтия. 1 сентября 1918 года они добровольно решили объединиться в «Машиху», в которую вместе с шейх аль-исламом и муфтием входили 31 священнослужитель — 16 шиитских и 15 суннитских. При этом было ликвидировано двойственное суннитско-шиитское духовное руководство в управлении религиозными делами мусульман и создано единое Управление мусульман Кавказа.

### После отставки
Мухаммед Пишнамаззаде продолжит быть ахундом в Дмума-мечети в Гяндже. После 28 апреля 1920 года подвергался преследованиям большевиков и был арестован. Освобождён по ходатайству Н. Нариманова, после смерти которого ахунд снова подвергался неоднократным преследованиям и давлению.
Мухаммед Пишнамаззаде умер в 1937 году в возрасте 79 лет и похоронен на кладбище Имам-заде в Гяндже.